# 강음현
강음현(江陰縣)은 봉천군 동부, 금천군 서부, 평산군 일부 (기탄리 일대)의 이전 행정구역이다. 고구려의 굴압현(屈押縣)이고, 신라 경덕왕 때 강음현으로 고쳐서 송악군(松嶽郡)의 영현(領縣)으로 되었다가 조선 태종 13년(1413)에 현으로 독립하여 황해도에 이속되어 효종 3년(1652)  우봉현을 합해 금천군이 되었다.